# 波斯都督府
波斯都督府（661年—663年）是唐朝在今伊朗东部、阿富汗西南部设置的羁縻性质的都督府，事实上为自治政权。
651年（永徽二年），波斯萨珊王朝末代君主伊嗣俟三世在中亚木鹿城遇刺身亡，萨珊王朝被阿拉伯帝国灭亡。伊嗣俟三世之子卑路斯逃奔吐火罗。阿拉伯帝国的兵威让吐火罗等国倍感压力，他们一面派兵护送卑路斯回波斯，在赛因斯坦首府疾陵城（今伊朗扎博勒）继续召集波斯故地的各方势力牵制阿拉伯帝国，一面遣使到长安朝见唐高宗，请求归附，并寻求军事援助。661年（龙朔元年），唐高宗任命陇州南由县令王名远为为“吐火罗道置州县使”，前往西域，接纳于阗以西、波斯以东的中亚十六国归附，以各国辖境建置都督府（名义上隶属安西都护府），以其王都为治所，属部为州县，共置羁縻州88处，县110处，军、府126处。唐朝在卑路斯控制的疾陵城设置波斯都督府，任命卑路斯为都督。此后，卑路斯多次派使者到唐朝进贡。663年（龙朔三年），阿拉伯帝国发动进攻，大破波斯残余势力和吐火罗诸国，建立仅两年的波斯都督府瓦解，卑路斯再次逃亡吐火罗。667年（乾封二年），濛池都护阿史那步真突然死去，其部将率众归附吐蕃，西域局势再度大变，阿拉伯帝国趁势大举进攻，大破吐火罗。卑路斯被迫逃往唐朝，于咸亨年间（670年—674年）抵达长安，觐见唐高宗。唐高宗给他的待遇非常优厚，赐予他很多赏赐，还任命他为右武卫将军。